# یوشیتارو ناگاتا
یوشیتارو ناگاتا (انگلیسی: Yoshitaro Nagata؛ زادهٔ ۲۸ دسامبر ۱۹۲۹ - درگذشت نامشخص) بوکسور اهل ژاپن بود.